# Liste des sites Natura 2000 du Luxembourg
Cet article recense les sites Natura 2000 du Luxembourg.

## Statistiques
Le Luxembourg compte 60 sites classés Natura 2000.

## Liste
| Site | Superficie (ha) | Fiche     | Coordonnées                      | Photo |
| --- | --------------- | --------- | -------------------------------- | ----- |
| Aspelt - Lannebur, Am Kessel                                                                                       | +00069,8        | LU0002011 | 49° 31′ 44″ nord, 6° 12′ 09″ est |       |
| Bertrange - Greivelserhaff / Bouferterhaff                                                                         | +00700,8        | LU0001026 | 49° 35′ 57″ nord, 6° 02′ 23″ est |       |
| Bois de Bettembourg                                                                                                | +00247,         | LU0001077 | 49° 32′ 45″ nord, 6° 05′ 30″ est |       |
| Capellen - Aire de service et Schultzbech                                                                          | +0 0003,25      | LU0001055 | 49° 38′ 43″ nord, 5° 58′ 47″ est |       |
| Cruchten - Bras mort de l'Alzette                                                                                  | +00020,85       | LU0001044 | 49° 47′ 40″ nord, 6° 06′ 23″ est |       |
| Differdange Est - Prenzebierg / Anciennes mines et Carrières                                                       | +01 159,61      | LU0001028 |                                  |       |
| Dudelange - Ginzebierg                                                                                             | +00272,78       | LU0001032 |                                  |       |
| Dudelange Haard | +00660,45       | LU0001031 | 49° 28′ 05″ nord, 6° 03′ 24″ est |       |
| Dudelange Haard | +00614,7        | LU0002010 | 49° 28′ 10″ nord, 6° 03′ 18″ est |       |
| Esch-sur-Alzette Sud-est - Anciennes minières / Ellegronn                                                          | +01 007,61      | LU0001030 | 49° 27′ 07″ nord, 6° 00′ 16″ est |       |
| Esch-sur-Alzette Sud-est - Anciennes minières / Ellergronn                                                         | +01 011,4       | LU0002009 | 49° 28′ 48″ nord, 6° 00′ 14″ est |       |
| Fingig - Reifelswenkel                                                                                             | +00085,05       | LU0001054 | 49° 36′ 24″ nord, 5° 53′ 20″ est |       |
| Gonderange/Rodenbourg - Faascht                                                                                    | +00263,04       | LU0001045 | 49° 41′ 44″ nord, 6° 16′ 48″ est |       |
| Grass - Moukebrill                                                                                                 | +00200,04       | LU0001070 | 49° 37′ 44″ nord, 5° 53′ 54″ est |       |
| Grosbous - Neibruch                                                                                                | +00018,3        | LU0001010 | 49° 50′ 32″ nord, 5° 56′ 43″ est |       |
| Grosbous - Seitert                                                                                                 | +00021,61       | LU0001066 | 49° 48′ 39″ nord, 5° 58′ 56″ est |       |
| Grünewald | +03 157,52      | LU0001022 | 49° 38′ 55″ nord, 6° 11′ 44″ est |       |
| Haff Réimech | +00260,3        | LU0002012 | 49° 29′ 55″ nord, 6° 21′ 41″ est |       |
| Hautcharage / Dahlem - Asselborner et Boufferdanger Muer                                                           | +00228,4        | LU0001025 |                                  |       |
| Herborn - Bois de Herborn / Echternach - Haard                                                                     | +01 178,36      | LU0001016 | 49° 45′ 23″ nord, 6° 24′ 50″ est |       |
| Hoffelt - Kaleburn                                                                                                 | +00092,52       | LU0001042 | 50° 05′ 44″ nord, 5° 54′ 27″ est |       |
| Leitrange - Heischel                                                                                               | +00027,57       | LU0001067 | 49° 42′ 34″ nord, 5° 52′ 50″ est |       |
| Machtum - Pellembierg / Froumbierg / Greivenmaacherbierg                                                           | +00399,61       | LU0001024 | 49° 38′ 56″ nord, 6° 24′ 19″ est |       |
| Massif forestier du Aesing                                                                                         | +00058,94       | LU0001075 | 49° 32′ 52″ nord, 5° 57′ 54″ est |       |
| Massif forestier du Faascht                                                                                        | +00046,19       | LU0001074 | 49° 39′ 00″ nord, 5° 56′ 46″ est |       |
| Massif forestier du Ielboesch                                                                                      | +00031,24       | LU0001073 | 49° 39′ 13″ nord, 6° 01′ 26″ est |       |
| Massif forestier du Stiefeschboesch                                                                                | +00038,9        | LU0001072 | 49° 44′ 04″ nord, 5° 51′ 23″ est |       |
| Massif forestier du Waal                                                                                           | +00066,05       | LU0001076 | 49° 29′ 52″ nord, 6° 07′ 15″ est |       |
| Minière de la région de Differdange - Giele Botter, Tillebierg, Rollesbierg, Ronnebierg, Metzerbierg et Galgebierg | +00683,1        | LU0002008 | 49° 31′ 27″ nord, 5° 53′ 06″ est |       |
| Pelouses calcaires de la région de Junglinster                                                                     | +01 507,12      | LU0001020 | 49° 43′ 24″ nord, 6° 13′ 23″ est |       |
| Perlé - Ancienne ardoisières                                                                                       | +00045,16       | LU0001037 | 49° 48′ 22″ nord, 5° 46′ 25″ est |       |
| Région de la Moselle supérieure                                                                                    | +01 675,31      | LU0001029 | 49° 29′ 51″ nord, 6° 20′ 46″ est |       |
| Sanem - Groussebesch / Schouweiler - Bitchenheck                                                                   | +00274,48       | LU0001027 | 49° 33′ 31″ nord, 5° 56′ 51″ est |       |
| Schimpach - Carrières de Schimpach                                                                                 | +00011,31       | LU0001035 | 49° 59′ 52″ nord, 5° 49′ 28″ est |       |
| Troine/Hoffelt - Sporbaach                                                                                         | +00067,95       | LU0001043 | 50° 05′ 39″ nord, 5° 53′ 23″ est |       |
| Troisvierges - Cornelysmillen                                                                                      | +00305,16       | LU0001038 | 50° 07′ 22″ nord, 5° 59′ 31″ est |       |
| Vallée de l'Attert de la frontière à Useldange                                                                     | +00801,83       | LU0001013 | 49° 45′ 01″ nord, 5° 53′ 32″ est |       |
| Vallée de l'Ernz blanche                                                                                           | +02 013,82      | LU0001015 | 49° 45′ 18″ nord, 6° 11′ 46″ est |       |
| Vallée de l'Ernz Blanche de Bourglinster à Fischbach                                                               | +00219,5        | LU0002005 | 49° 43′ 31″ nord, 6° 12′ 39″ est |       |
| Vallée de l'Ernz noire / Beaufort / Berdorf                                                                        | +04 195,19      | LU0001011 | 49° 45′ 06″ nord, 6° 19′ 55″ est |       |
| Vallée de la Mamer et de l'Eisch                                                                                   | +06 796,43      | LU0001018 | 49° 41′ 39″ nord, 5° 59′ 18″ est |       |
| Vallée de l'Our de Ouren à Wallendorf Pont                                                                         | +05 675,92      | LU0001002 | 49° 57′ 03″ nord, 6° 10′ 36″ est |       |
| Vallée supérieure de l'Alzette                                                                                     | +01 047,73      | LU0002007 | 49° 31′ 27″ nord, 6° 05′ 48″ est |       |
| Vallée supérieure de l'Our et affluents de Lieler à Dasbourg                                                       | +01 740,7       | LU0002003 | 50° 05′ 04″ nord, 6° 06′ 26″ est |       |
| Vallée supérieure de la Sûre et affluents de la frontière belge à Esch-sur-Sûre                                    | +03 583,        | LU0002004 | 49° 53′ 25″ nord, 5° 51′ 22″ est |       |
| Vallée supérieure de la Sûre / Lac du barrage                                                                      | +04 363,        | LU0001007 | 49° 52′ 33″ nord, 5° 51′ 21″ est |       |
| Vallée supérieure de la Wiltz                                                                                      | +00186,63       | LU0001005 | 49° 58′ 15″ nord, 5° 51′ 10″ est |       |
| Vallée de la Sûre inférieure                                                                                       | +01 526,98      | LU0001017 | 49° 44′ 18″ nord, 6° 29′ 24″ est |       |
| Vallée de la Sûre moyenne de Esch/Sûre à Dirbach                                                                   | +00399,4        | LU0001008 | 49° 54′ 11″ nord, 5° 59′ 31″ est |       |
| Vallée de la Syre de Manternach à Fielsmillen                                                                      | +00195,79       | LU0001021 | 49° 42′ 02″ nord, 6° 27′ 46″ est |       |
| Vallée de la Syre de Moutfort à Roodt/Syre                                                                         | +00375,4        | LU0002006 | 49° 37′ 05″ nord, 6° 15′ 59″ est |       |
| Vallée de la Tretterbaach                                                                                          | +00468,3        | LU0001003 | 50° 05′ 45″ nord, 5° 56′ 37″ est |       |
| Vallée de la Tretterbaach et affluents de la frontière à Asselborn                                                 | +03 036,48      | LU0002002 | 50° 05′ 07″ nord, 5° 54′ 32″ est |       |
| Vallée de la Woltz et affluents de la source à Troisvierges                                                        | +01 261,1       | LU0002001 | 50° 09′ 10″ nord, 5° 59′ 03″ est |       |
| Vallées de la Sûre, de la Wiltz, de la Clerve et du Lellgerbaach                                                   | +00494,49       | LU0001006 | 49° 56′ 52″ nord, 6° 01′ 49″ est |       |
| Wark - Niederfeulen-Warken                                                                                         | +00158,65       | LU0001051 | 49° 52′ 43″ nord, 6° 03′ 12″ est |       |
| Wasserbillig - Carrière de dolomie                                                                                 | +00020,81       | LU0001034 | 49° 43′ 01″ nord, 6° 29′ 36″ est |       |
| Weicherange - Breichen                                                                                             | +00057,4        | LU0001004 | 50° 02′ 55″ nord, 5° 59′ 42″ est |       |
| Wilwerdange - Conzefenn                                                                                            | +00093,48       | LU0001033 | 50° 08′ 45″ nord, 6° 02′ 14″ est |       |
| Zones humides de Bissen et Fensterdall                                                                             | +00044,46       | LU0001014 | 49° 45′ 35″ nord, 6° 03′ 15″ est |       |